# ميلان دفوراك
ميلان دفوراك (بالتشيكية: Milan Dvořák)‏ (مواليد 19 نوفمبر 1934) هو لاعب كرة قدم. يلعب مع منتخب تشيكوسلوفاكيا لكرة القدم. سبق له أن لعب في كأس العالم لكرة القدم مع منتخب بلاده.

## روابط خارجية
- ميلان دفوراك على موقع الاتحاد الدولي (مؤرشف)  (الإنجليزية)
- ميلان دفوراك على موقع قاعدة بيانات كرة القدم.إي يو (الإنجليزية)
- ميلان دفوراك على موقع بيانات كرة القدم. دي إي (الألمانية)
- ميلان دفوراك على موقع ناشيونال فوتبول تيمز (الإنجليزية)
- ميلان دفوراك على موقع Soccerway.com (الإنجليزية)
- ميلان دفوراك على موقع عالم كرة القدم.نت (الإنجليزية)